# Маніла (країна)
Маніла — історична держава на території сучасних Філіппін; існувала в 1258—1571 роках.

## Короткі відомості
Маніла була великим торговим центром, розташованим на південній частині дельти річки Пасіг.
До 16 століття Маніла стала важливим торговим центром, маючи широкі політичні зв'язки з султанатом Брунею та торговими відносинами із династією Мін. Разом з Тондо Манілою було встановлено спільну монополію на торгівлю китайськими товарами.
Держава занепала після початку колонізації Іспанською імперією.

## Відомі керівники
- Раджа Салаліла (помер раніше 1521 року)
- Раджа Матанда (правив до серпня 1572 року)
- Раджа Сулейман (1558—1575)